# 梶田冬磨
梶田冬磨（日语：／ Kajita Tōma，2000年2月7日—2022年9月16日），日本演員、模特兒，出生於大阪府，曾為經紀公司A-Light旗下藝人。他因參加戀愛實境節目《戀愛周末Homestay》打開知名度，並認識同樣出演該節目的模特兒青木菜花。二人於2020年11月結婚，2021年4月22日迎接女兒出生。
2022年9月14日，青木菜花在Instagram發出背景全黑的限時動態，並附上文字「還沒來得及整理心情，眼淚停不下來」，引發外界關注。9月16日，梶田冬磨缺席原定參加的電影活動。9月27日，事務所透過其個人社交軟體發布消息，指出梶田冬磨已於9月16日離世，死因未公開。
2023年7月12日，青木菜花在社交平台發布手寫信貼文，其中一段為「有關丈夫梶田冬磨的死因，考量到有各種臆測與傳聞，請容我在此報告」，內容提及梶田冬磨的死因為心源性猝死。

## 外部連結
- 梶田冬磨的X（前Twitter）
- 梶田冬磨的Instagram帳戶
- YouTube上的れおかじチャンネル頻道（梶田冬磨與演員馬越零生共同經營的頻道）
- YouTube上的青木菜花頻道（妻子青木菜花經營的頻道，展現她與梶田冬磨的日常生活）